# Чамалтъ (вилает Самсун)
Чамалтъ (на турски: Çamaltı) е село в околия Бафра, вилает Самсун, Турция. На около 550 метра надморска височина. Намира се на 80 км от град Самсун и на 30 км от град Бафра. Населението му през 2000 г. е 506 души. Населено е предимно с българи–мюсюлмани (помаци). Те са потомци на емигранти от Златоград и Смолян, заселели се в селото през 1934 г. В селото има две помашки махали – Кючюк Йерилтъ и Карапънар.